# 45-я сессия Комитета всемирного наследия ЮНЕСКО
Расширенная 45-я се́ссия Комите́та Всеми́рного насле́дия ЮНЕ́СКО прошла в городе Эр-Рияд (Саудовская Аравия) в комплексе Фейсалия с 10 по 25 сентября 2023 года под председательством директора Центра исследований и развития Саудовского общества сохранения наследия Абдулелаха аль-Тохаиса. В работе сессии приняли участие делегации от 21 страны-члена Комитета всемирного наследия, а также наблюдатели от государств-сторон Конвенции об охране культурного и природного наследия 1972 года.
Изначально 45-я сессия должна была пройти 19—30 июня 2022 года в городе Казань (Россия), но была отложена из-за вторжения России на Украину 2022 года. В ноябре 2022 года председатель комитета Александр Кузнецов подал в отставку, и председательство было по правилу передано следующей по алфавиту стране — заместителю председателя, в данном случае — Саудовской Аравии.
На рассмотрение Комитета было представлено 50 номинаций: 45 номинаций на добавление в список всемирного наследия и 5 номинаций на значительное изменение границ.
В результате работы сессии список пополнился 42 новыми объектами (33 по культурным критериям, 9 по природным), 5 объектов были расширены. Впервые в список занесены объекты в Руанде: Мемориалы геноцида и национальный парк Ньюнгве. Кроме того, были внесены изменения в список всемирного наследия, находящегося под угрозой. Данный список пополнился двумя украинскими объектами, один объект (захоронение королей Буганды в Касуби) был исключён из данного списка.
По состоянию на 21 сентября 2023 года в списке всемирного наследия находилось 1199 объектов из 168 стран мира. Список всемирного наследия, находящегося под угрозой, состоял из 56 объектов в 34 странах мира.

## Члены комитета
В работе сессии приняли участие делегации от 21 страны — члена Комитета всемирного наследия, избираемых раз в 2 года на Генеральной ассамблее государств — сторон Конвенции об охране всемирного культурного и природного наследия сроком на 4 года (по обычаю). Для работы комитета ежегодно избирается Президиум, состоящий из 7 членов комитета: председателя, 5 заместителей председателя и докладчика.
Состав Комитета выбран в 2019 и 2021 годах на 22-й и 23-й Генеральных ассамблеях. Жирным шрифтом выделены члены Президиума комитета.
| Член комитета            | Начало мандата | Конец мандата | Электоральная группа                        | Президиум                           |
| ------------------------ | -------------- | ------------- | ------------------------------------------- | ----------------------------------- |
| Италия                   | 2021           | 2025          | I (Западная Европа и Северная Америка)      | Заместитель председателя            |
| Бельгия                  | 2021           | 2025          | I (Западная Европа и Северная Америка)      |                                     |
| Греция                   | 2021           | 2025          | I (Западная Европа и Северная Америка)      |                                     |
| Россия                   | 2019           | 2023          | II (Восточная Европа)                       | Заместитель председателя            |
| Болгария                 | 2021           | 2025          | II (Восточная Европа)                       |                                     |
| Аргентина                | 2021           | 2025          | III (Латинская Америка и Карибские острова) | Заместитель председателя            |
| Мексика                  | 2021           | 2025          | III (Латинская Америка и Карибские острова) |                                     |
| Сент-Винсент и Гренадины | 2021           | 2025          | III (Латинская Америка и Карибские острова) |                                     |
| Таиланд                  | 2019           | 2023          | IV (Азия и Тихий океан)                     | Заместитель председателя            |
| Индия                    | 2021           | 2025          | IV (Азия и Тихий океан)                     | Докладчик (Шикха Джайн)             |
| Япония                   | 2021           | 2025          | IV (Азия и Тихий океан)                     |                                     |
| ЮАР                      | 2019           | 2023          | Va (Африка)                                 | Заместитель председателя            |
| Замбия                   | 2021           | 2025          | Va (Африка)                                 |                                     |
| Мали                     | 2019           | 2023          | Va (Африка)                                 |                                     |
| Нигерия                  | 2019           | 2023          | Va (Африка)                                 |                                     |
| Руанда                   | 2021           | 2025          | Va (Африка)                                 |                                     |
| Эфиопия                  | 2019           | 2023          | Va (Африка)                                 |                                     |
| Саудовская Аравия        | 2019           | 2023          | Vb (Арабские страны)                        | Председатель (Абдулелах аль-Тохаис) |
| Египет                   | 2019           | 2023          | Vb (Арабские страны)                        |                                     |
| Катар                    | 2021           | 2025          | Vb (Арабские страны)                        |                                     |
| Оман                     | 2019           | 2023          | Vb (Арабские страны)                        |                                     |

## Изменения в списке всемирного наследия

### Объекты, внесённые в список всемирного наследия
| #  | Изображение | Название | Страна                              | Номер объекта | Критерии и категория   |
| -- | ----------- | --- | ----------------------------------- | ------------- | ---------------------- |
| 1  |             | Национальный парк Горы Бале (англ. Bale Mountains National Park) | Эфиопия                             | 111           | vii, x природный       |
| 2  |             | Лесной массив Одзала-Кокуа (англ. Forest Massif of Odzala-Kokoua) | Республика Конго                    | 692           | ix, x природный        |
| 3  |             | Шантиникетан (англ. Santiniketan) | Индия                               | 1375          | iv, vi культурный      |
| 4  |             | Доисторические памятники Талайотской Менорки (англ. Prehistoric Sites of Talayotic Menorca) | Испания                             | 1528          | iii, iv культурный     |
| 5  |             | Жатец и ландшафт жатецкого хмеля (англ. Žatec and the Landscape of Saaz Hops) | Чехия                               | 1558          | iii, iv, v культурный  |
| 6  |             | Трондэк-Клондайк (англ. Tr’ondëk-Klondike) | Канада                              | 1564          | iv культурный          |
| 7  |             | Погребальные и мемориальные комплексы Первой мировой войны (Западный фронт) (англ. Funerary and memory sites of the First World War (Western Front)) | Бельгия Франция                     | 1567          | iii, iv, vi культурный |
| 8  |             | Мезон Карре в Ниме (англ. The Maison Carrée of Nîmes) | Франция                             | 1569          | iv культурный          |
| 9  |             | Мемориальные комплексы геноцида: Ньямата, Мурамби, Гисози и Бисеро (англ. Memorial sites of the Genocide: Nyamata, Murambi, Gisozi and Bisesero) | Руанда                              | 1586          | vi культурный          |
| 10 |             | Оленные камни и связанные с ними объекты бронзового века (англ. Deer Stone Monuments and Related Bronze Age Sites) | Монголия                            | 1621          | i, iii культурный      |
| 11 |             | Джерба: Свидетельство системы расселения на островной территории (англ. Djerba: Testimony to a settlement pattern in an island territory) | Тунис                               | 1640          | v культурный           |
| 12 |             | Культурный ландшафт Гедео (англ. The Gedeo Cultural Landscape) | Эфиопия                             | 1641          | iii, v культурный      |
| 13 |             | Еврейское средневековое наследие Эрфурта (англ. Jewish-Medieval Heritage of Erfurt): а) Старая синагога б) Миква в) Каменный дом | Германия                            | 1656          | iv культурный          |
| 14 |             | Вулканы и леса Мон-Пеле и горные вершины северной Мартиники (англ. Volcanoes and Forests of Mount Pelée and the Pitons of Northern Martinique) | Франция                             | 1657          | viii, x природный      |
| 15 |             | Старый город Кулдиги (англ. Old town of Kuldīga) | Латвия                              | 1658          | v культурный           |
| 16 |             | Кольцевые крепости эпохи викингов (англ. Viking-Age Ring Fortresses) | Дания                               | 1660          | iii, iv культурный     |
| 17 |             | Модернистский Каунас: Архитектура оптимизма, 1919-1939 гг. (англ. Modernist Kaunas: Architecture of Optimism, 1919-1939) | Литва                               | 1661          | iv культурный          |
| 18 |             | Древний город Си Тхеп и связанные с ним памятники Дваравати (англ. The Ancient Town of Si Thep and its Associated Dvaravati Monuments) | Таиланд                             | 1662          | ii, iii культурный     |
| 19 |             | Национальный археологический парк Такалик-Абах (англ. National Archaeological Park Tak’alik Ab’aj) | Гватемала                           | 1663          | ii, iii культурный     |
| 20 |             | Культурный ландшафт древних чайных лесов горы Цзинмай в Пуэре (англ. Cultural Landscape of Old Tea Forests of the Jingmai Mountain in Pu’er) | Китай                               | 1665          | ii, v культурный       |
| 21 |             | Тумулусы Каи (англ. Gaya Tumuli) | Республика Корея                    | 1666          | iii культурный         |
| 22 |             | Кох Кер: Археологический памятник древнего Лингапура или Чок Гаргьяр (англ. Koh Ker: Archaeological Site of Ancient Lingapura or Chok Gargyar) | Камбоджа                            | 1667          | ii, iv культурный      |
| 23 |             | Персидский Караван-сарай (англ. The Persian Caravanserai) | Иран                                | 1668          | ii, iii культурный     |
| 24 |             | Гордион (англ. Gordion) | Турция                              | 1669          | iii культурный         |
| 25 |             | Священные ансамбли Хойсалы (англ. Sacred Ensembles of the Hoysalas): а) Храм Ченнакешава б) Храм Хойсалесвара в) Храм Кешава | Индия                               | 1670          | i, ii, iv культурный   |
| 26 |             | Космологическая ось Джокьякарты и её исторические достопримечательности (англ. The Cosmological Axis of Yogyakarta and its Historic Landmarks) | Индонезия                           | 1671          | ii, iii культурный     |
| 27 |             | Шёлковый путь: Зеравшан-Каракумский коридор (англ. Silk Roads: Zarafshan-Karakum Corridor) 1) Хисарак 2) Муг (гора) 3) Кум (Таджикистан) 4) Гардани-Хисар 5) Тали-Хамтуда 6) Мавзолей Ходжи Мухаммеда Башара 7) Таксанкариз 8) Санджаршах 9) Пенджикент 10) Джартепе 11) Сулеймантепе 12) Кафиркала 13) Дабусия 14) Комплекс Касыма-шейха 15) Мавзолей Мира Саида Бахрама 16) Рабат-и Малик 17) Деггаран 18) Чашмаи-Аюб-Хезира 19) Варданзе 20) Вабкент 21) Комплекс Бахуддина Накшбанда 22) Чор-Бакр 23) Варахша 24) Пайкенд 25) Амуль 26) Караван-сарай Мансаф 27) Караван-сарай Конегала 28) Тахмаладж 29) Караван-сарай Акджа Гала 30) Караван-сарай Гызылджа Гала 31) Кушмейхан | Таджикистан Туркменистан Узбекистан | 1675          | ii, iii, v культурный  |
| 28 |             | Астрономические обсерватории Казанского Федерального университета (англ. Astronomical Observatories of Kazan Federal University): а) Астрономическая обсерватория в городе Казани б) Астрономическая обсерватория имени Энгельгардта | Россия                              | 1678          | ii, iv культурный      |
| 29 |             | Археологический памятник Йоденсаванна: Поселение Йоденсаванна и кладбище Кассипора-Крик (англ. Jodensavanne Archaeological Site: Jodensavanne Settlement and Cassipora Creek Cemetery) | Суринам                             | 1680          | iii культурный         |
| 30 |             | Музей и Мемориальный комплекс ЭСМА, бывший подпольный центр содержания под стражей, пыток и истребления (англ. ESMA Museum and Site of Memory – Former Clandestine Center of Detention, Torture and Extermination) | Аргентина                           | 1681          | vi культурный          |
| 31 |             | Планетарий Эйсинги в городе Франекер (англ. Eisinga Planetarium in Franeker) | Нидерланды                          | 1683          | vi культурный          |
| 32 |             | Тугайные леса заповедника Тигровая Балка (англ. Tugay forests of the Tigrovaya Balka Nature Reserve) | Таджикистан                         | 1685          | ix природный           |
| 33 |             | Антикости (англ. Anticosti) | Канада                              | 1686          | viii природный         |
| 34 |             | Древний Иерихон/Телль-эс-Султан (англ. Ancient Jericho/Tell es-Sultan) | Палестина                           | 1687          | iii, iv культурный     |
| 35 |             | Церемониальные земляные сооружения Хоупвелла (англ. Hopewell Ceremonial Earthworks) | США                                 | 1689          | i, iii культурный      |
| 36 |             | Эвапоритовый карст и пещеры Северных Апеннин (англ. Evaporitic Karst and Caves of Northern Apennines) | Италия                              | 1692          | viii природный         |
| 37 |             | Туранские пустыни умеренного пояса (англ. Cold Winter Deserts of Turan) | Казахстан Туркменистан Узбекистан   | 1693          | ix, x природный        |
| 38 |             | Деревянные гипостильные мечети средневековой Анатолии (англ. Wooden Hypostyle Mosques of Medieval Anatolia) | Турция                              | 1694          | ii, iv культурный      |
| 39 |             | Культурный ландшафт Загори (англ. Zagori Cultural Landscape) | Греция                              | 1695          | v культурный           |
| 40 |             | Культурный ландшафт народа Хыналыг и маршрут перегона скота «Кёч-Йолу» (англ. Cultural Landscape of Khinalig People and “Köç Yolu” Transhumance Route) | Азербайджан                         | 1696          | iii, v культурный      |
| 41 |             | Национальный парк Ньюнгве (англ. Nyungwe National Park) | Руанда                              | 1697          | x природный            |
| 42 |             | Урук Бани Маарид (англ. ‘Uruq Bani Ma’arid) | Саудовская Аравия                   | 1699          | vii, ix природный      |

### Расширение объектов
| # | Изображение | Название                                                                                               | Страна           | Номер объекта | Год внесения в список  |
| - | --- | --- | ---------------- | ------------- | ---------------------- |
| 1 | | Сухие леса Андрефана (англ. Andrefana Dry Forests)                                                     | Мадагаскар       | 494           | 1990                   |
| 1 | Расширение и переименование объекта «Природный заповедник Цинги-де-Бемараха» с добавлением лесов вдоль западного побережья Мадагаскара (заповедники Аналамерана и Анкарана, национальные парки Анкарафанцика, Микеа и Циманампецуца). | |                  |               |                        |
| 2 | | Бухта Ха-Лонг — Архипелаг Катба (англ. Ha Long Bay - Cat Ba Archipelago)                               | Вьетнам          | 672           | 1994 (расширен в 2000) |
| 2 | Расширение и переименование объекта «Бухта Ха-Лонг». | |                  |               |                        |
| 3 | | Исторический центр города Гимарайнш и район Курос (англ. Historic Centre of Guimarães and Couros Zone) | Португалия       | 1031          | 1994 (расширен в 2000) |
| 3 | Переименование объекта «Исторический центр города Гимарайнш» с добавлением двух монастырских комплексов и индустриальной зоны Курос, специализирующейся на дублении кожи.                                                             | |                  |               |                        |
| 4 | | Кутаммаку — земля народности батаммариба (англ. Koutammakou, the Land of the Batammariba)              | Бенин Того       | 1140          | 2004                   |
| 4 | Объект в Того дополнен участком в Бенине. | |                  |               |                        |
| 5 | | Гирканские леса (англ. Hyrcanian Forests)                                                              | Азербайджан Иран | 1584          | 2019                   |
| 5 | Объект в Иране был дополнен двумя участками в Азербайджане (Дангьябанд и долина Истисучай). | |                  |               |                        |

## Изменения всписке всемирного наследия, находящегося под угрозой

### Объекты, внесённые в список всемирного наследия, находящегося под угрозой
| # | Изображение                                                                        | Название | Страна  | Номер объекта | Год внесения в список |
| - | ---------------------------------------------------------------------------------- | --- | ------- | ------------- | --------------------- |
| 1 |                                                                                    | Киев: Софийский собор и связанные с ним монастырские строения, Киево-Печерская лавра (англ. Kyiv: Saint-Sophia Cathedral and Related Monastic Buildings, Kyiv-Pechersk Lavra) | Украина | 527           | 1990                  |
| 1 | Внесён в список в связи с угрозой разрушения в результате российского наступления. | |         |               |                       |
| 2 |                                                                                    | Ансамбль исторического центра Львова (англ. L'viv – the Ensemble of the Historic Centre)                                                                                      | Украина | 865           | 1998                  |
| 2 | Внесён в список в связи с угрозой разрушения в результате российского наступления. | |         |               |                       |

### Объекты, исключённые из списка всемирного наследия, находящегося под угрозой
| # | Изображение                                                                                        | Название                                                                      | Страна | Номер объекта | Год внесения в список |
| - | -------------------------------------------------------------------------------------------------- | ----------------------------------------------------------------------------- | ------ | ------------- | --------------------- |
| 1 | | Захоронение королей Буганды в Касуби (англ. Tombs of Buganda Kings at Kasubi) | Уганда | 1022          | 2001                  |
| 1 | Объект был внесён в список в 2010 году из-за пожара. Исключён из-за успешных работ по реставрации. |                                                                               |        |               |                       |

## Другие кандидаты
Ниже перечислены другие объекты, которые были номинированы на рассмотрение и включение в список всемирного наследия в 2023 году, но в итоге не были внесены в него.
| # | Изображение | Название                                                              | Страна   | Номер объекта | Критерии и категория      |
| - | ----------- | --------------------------------------------------------------------- | -------- | ------------- | ------------------------- |
| 1 |             | Культурный ландшафт Масуле (англ. The Cultural Landscape of Masouleh) | Иран     | 5204          | ii, iii, iv, v культурный |
| 2 |             | Высокогорья Монгольского Алтая (англ. Highlands of Mongol Altai)      | Монголия | 5955          | ii, iii, iv, x смешанный  |
| 3 |             | Исторический центр Гороховца (англ. Historic Center of Gorokhovets)   | Россия   | 6202          | ii, iv культурный         |

## Карта
- — объекты, внесённые в список всемирного наследия
- — объекты, находящиеся в списке всемирного наследия и получившие изменения
- — объекты, внесённые в список всемирного наследия, находящегося под угрозой
- — объекты, исключённые из списка всемирного наследия, находящегося под угрозой
- — другие кандидаты в список всемирного наследия

- — объекты, внесённые в список всемирного наследия
- — объекты, находящиеся в списке всемирного наследия и получившие изменения
- — объекты, внесённые в список всемирного наследия, находящегося под угрозой
- — другие кандидаты в список всемирного наследия